# Чэдвик, Кэсси
Кэсси Л. Чедвик (англ. Cassie L. Chadwick, родилась 10 октября 1857 года — умерла 10 октября 1907 года) — знаменитая мошенница, которая выдавала себя за незаконнорожденную дочь мультимиллионера Эндрю Карнеги и наследницу его состояния. Сумела обмануть несколько американских банков на крупные суммы.

## Биография

### Ранний период жизни
Кэсси Чедвик, урождённая Элизабет Бигли, родилась 10 октября 1857 года в Иствуде, Онтарио, Канада. Её родители, Дэн и Энни, владели небольшой фермой. У неё было три сестры: Алиса, Мэри и Эмили и брат Билл. Её отец работал в Grand Trunk Railway и часто уезжал далеко от дома.
Маленькая «Бетси», как её звали в семье, отличалась от сестёр и брата тем, что любила фантазировать.
В возрасте 14 лет девочка отправилась в Вудсток, Онтарио. Там она открыла банковский счёт с сомнительным письмом о наследстве от «неизвестного» дяди в Англии. Там же Чедвик подписала несколько подложных чеков различным торговцам. В 1870 году её арестовали за обман, но вскоре отпустили благодаря юному возрасту, а кроме того её посчитали психически не очень здоровой.
После трехлетнего отсутствия Чедвик вернулась в родной дом и обнаружила, что её сестра Алиса вышла замуж за Билла Йорка, плотника из Кливленда, штат Огайо, в 1875 году. Алиса переехала в Кливленд со своим новым мужем. Чедвик тут же отправилась на поезде на юг Соединенных Штатов.

### Начало преступной карьеры
После непродолжительного пребывания со своей сестрой и зятем, Чедвик арендовала на деньги сестры и зятя нижний этаж дома в Кливленде. Чедвик объявила себя вдовой и стала представляться мадам Лидия Девер. Она стала принимать посетителей как ясновидящая.
В 1882 году, называя себя Лидией Девер, она вышла в Кливленде замуж за доктора Уоллеса С. Спрингстина. Мошенница взяла фамилию мужа и переехала к нему в дом. Причём родственникам ничего не сказала. Фотография молодожёнов появились в газете Кливленда. И вскоре к дому доктора явилась Алиса, а также несколько торговцев, требуя выплаты сделанных его женой долгов. Разозлённый Спрингстин погасил её долги и подал на развод.
Чедвик снова вернулась к работе ясновидящий в Кливленде. На этот раз она называла себя мадам Мария ла Роз. В 1883 году девушка вышла замуж за Джона Р. Скотта, фермера из округа Трамбул, штат Огайо. Она убедила мистера Скотта подписать брачный договор. После четырёх лет совестной жизни Чедвик с брачным трудом отправилась к адвокату в Янгстаун, штат Огайо. Она оставила показания под присягой, признавшись в супружеской измене, и попросила адвоката оформить развод. Это позволяло ей получить приличную сумму.
Вскоре состоялось первое судебное разбирательство по обвинению Чедвик в мошенничестве.
При этом в 1889 году снова занялась подделкой документов. Женщину осудили и приговорили к 9 годам лишения свободы в Толидо, штат Огайо. Однако четыре года спустя её освободили и она в 1893 году вернулась в Кливленд.
Мошенница приняла имя миссис Кэсси Гувер и открыла бордель. Здесь она встретила своего следующего мужа, богатого вдовца по имени Леруа Чедвик. Преступница рассказал ему, что она сама благородная вдова.

### «Дочь мультимиллионера»
В 1897 году авантюристка вышла замуж за доктора Чедвика. С его помощью она оказалась вхожа в дома кливлендских богачей. При этом Кэсси скрывала, что у неё есть сын Эмиль от Гувера, которого она оставила на попечение одной из женщин в борделе.
Миссис Чедвик полюбила жить на широкую ногу. А для получения денег она стала самозванкой. Чедвик решила называть себя незаконной дочерью мультимиллионера Эндрю Карнеги.

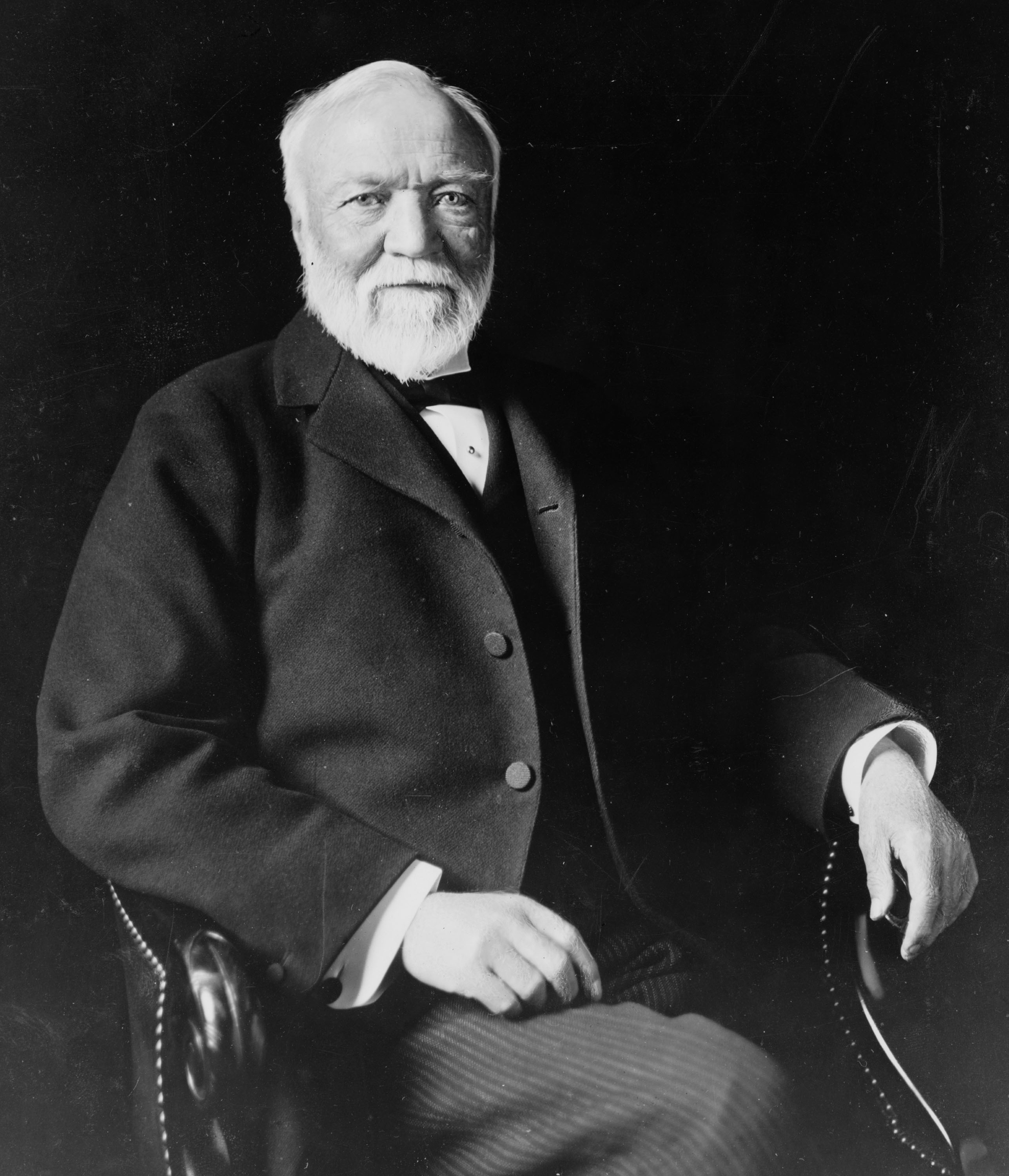
Мультимиллионер Эндрю Карнеги

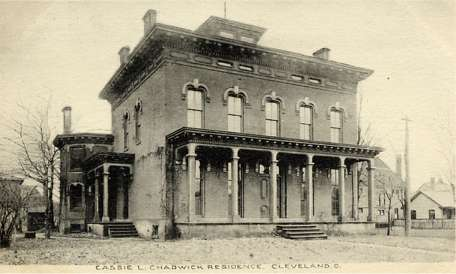
Особняк Кэссиди Чедвик в Кливленде

Во время визита в Нью-Йорк миссис Чедвик попросила одного из знакомых мужа, адвоката по имени Диллон, отвезти её в дом Эндрю Карнеги. Она зашла внутрь и через некоторое время вышла. На глазах адвоката она уронила какую-то бумагу. Диллон поднял её и увидел, что это вексель на 2 миллиона долларов с подписью Карнеги. Миссис Чедвик сказала ему, что является незаконнорожденной дочерью Карнеги и попросила сохранить эту «тайну». Она рассказала, что якобы Карнеги настолько охвачен чувством вины, что осыпал её огромными деньгами. Кроме того мошенница утверждала, что в её доме в Кливленде спрятано векселей на 7 миллионов долларов, и что она должна унаследовать 400 миллионов долларов после смерти «отца». Впечатлённый Диллон взял «документ» в свой сейф.
Вскоре «тайна» миссис Чедвик стала известна многим людям в северном Огайо и банки начали предлагать ей свои услуги. В течение следующих восьми лет она получала огромные кредиты, которые в сумме составили от 10 до 20 миллионов долларов. Преступница правильно рассчитала, что никто не спросит самого Карнеги о незаконнорожденной дочери, опасаясь дискредитировать его. Кроме того, кредиты шли с такими огромными процентными ставками, что банкиры не хотели, чтобы Карнеги об этом узнал и убедил «дочь» не брать их.
Мошенница ещё не раз подделывала ценные бумаги от имени Карнеги, для доказательства своего богатства. Банкиры верили, что кредиты будут полностью погашены после смерти мультимиллионера.
Чедвик зажила на широкую ногу. Она покупала бриллиантовые украшения, дорогую одежду и даже золотой орган. Льстецы называли её «королевой Огайо».
В ноябре 1904 года Чедвик получила кредит в размере 190 000 долларов США от Герберта Б. Ньютона, банкира из Бруклайна (штат Массачусетс). Однако Ньютон был шокирован, когда узнал о других займах, которые получала Чедвик ранее и решил отозвать свой кредит. Чедвик не смогла заплатить, и банкир обратился в суд.
Вскоре стало известно, что мошенница накопила долгов на миллионы долларов. Также было обнаружено, что её «ценные бумаги», хранившиеся в различных банках, ничего не стоят. Сам Карнеги заявил, что даже не знаком с Чедвик.
Мошенница бежала в Нью-Йорк, где пыталась скрыться, но была арестована и доставлена обратно в Кливленд. Во время ареста на женщине обнаружили широкий пояс, в котором были спрятаны 100 000 долларов.
Леруа Чедвик, спасаясь от скандала, подал на развод и поспешно покинул Кливленд.
Новость о самозванке привела к печальным последствиям в финансовом сообществе Кливленда. Например, один банк, который одолжил миссис Чедвик 800 000 долларов, обанкротился.
Эндрю Карнеги лично присутствовал на суде, желая увидеть женщину, которая успешно обманывала банкиров, называя себя наследницей его состояния. Сам процесс активно освещался прессой и сделал мошенницу национальной знаменитостью.
10 марта 1905 года суд Кливленда приговорил мошенницу к 14 годам тюремного заключения и штрафу в размере 70 000 долларов.

### Последние годы
1 января 1906 года Чедвик была отправлена в тюрьму штата Огайо в Колумбусе. Она прибыла с несколькими чемоданами вещей и даже мебелью. Учитывая известность заключённой, тюремное начальство не возражало.
В камере Чедвик написала подробные инструкции для своих похорон. Она попросила своего сына Эмиля направить часть ранее припрятанных денег в Канаду для покупки надгробной плиты.
Чедвик перенесла инфаркт 17 сентября 1907 года, оставшись слепой. А в день своего рождения 10 октября 1907 года она умерла. Ей было 50 лет.

## В популярной культуре
История мошенницы показана в канадском сериале «Любовь и воровство» (1985). Роль мошенницы сыграла Дженнифер Дейл.
В канадском сериале «Расследование Мёрдока» (7-й сезон, 13-я серия, 2014) Кэсси Чедвик сыграла Венди Крюсон.